# Natalia Borisovna Dolgorukovová
Kněžna Natalia Borisovna Dolgorukovová, rozená hraběnka Šeremetěvová, rusky: Наталья Борисовна Долгорукова (28. ledna 1714 – 14. července 1771, Kyjev, Ruské impérium) byla jednou z prvních ruských spisovatelek. Byla považována za jednu z nejlepších spisovatelek pamětí v Rusku 18. století.
Natáliin otec byl hrabě Boris Šeremetěv, první rodilý ruský polní maršál. Zemřel, když jí byly pouhé 4 roky. Byla zasnoubena za knížete Ivana Dolgorukovova, velmi blízkého přítele cara Petra II. a jeho švagra. Po carově náhlé smrti Dolgorukov upadl do nelibosti veřejnosti, Natalie si jej však nadále chtěla vzít. V té době jí bylo 16 let.
Několik dní po svatbě následovala celou rodinu Dolgorukovů do exilu v Beryozova, arktického města. V exilu porodila dva syny. O deset let později jí byl povolen návrat do Moskvy poté, co byl její manžel popraven. Usadila se v Kyjevě a své děti neopustila dokud nevyrostly a neoženily se. Krátce předtím sepsala své paměti. V roce 1810 byly otištěny.